# Maria Manturzewska
Maria Emilia Manturzewska (ur. 30 czerwca 1930 w Krakowie, zm. 11 listopada 2020) – polska psycholog muzyki, prof. dr hab., twórczyni pierwszej w Polsce Katedry Psychologii Muzyki (w AMFC, obecnie UMFC) i jej wieloletnia kierowniczka (1985–2000), autorka wielu publikacji z tej dziedziny.

## Życiorys
Obroniła pracę doktorską, następnie uzyskała stopień doktora habilitowanego. 27 grudnia 1993 nadano jej tytuł profesora w zakresie nauk humanistycznych. Pracowała w Instytucie Psychologii na Wydziale Filozoficznym Uniwersytetu Jagiellońskiego oraz w Międzywydziałowej Katedrze Psychologii Muzyki Akademii Muzycznej im. Fryderyka Chopina.
W 2010 roku została odznaczona przez prezydenta RP Krzyżem Kawalerskim Orderu Odrodzenia Polski.
Zmarła 11 listopada 2020.